# Waardenburg

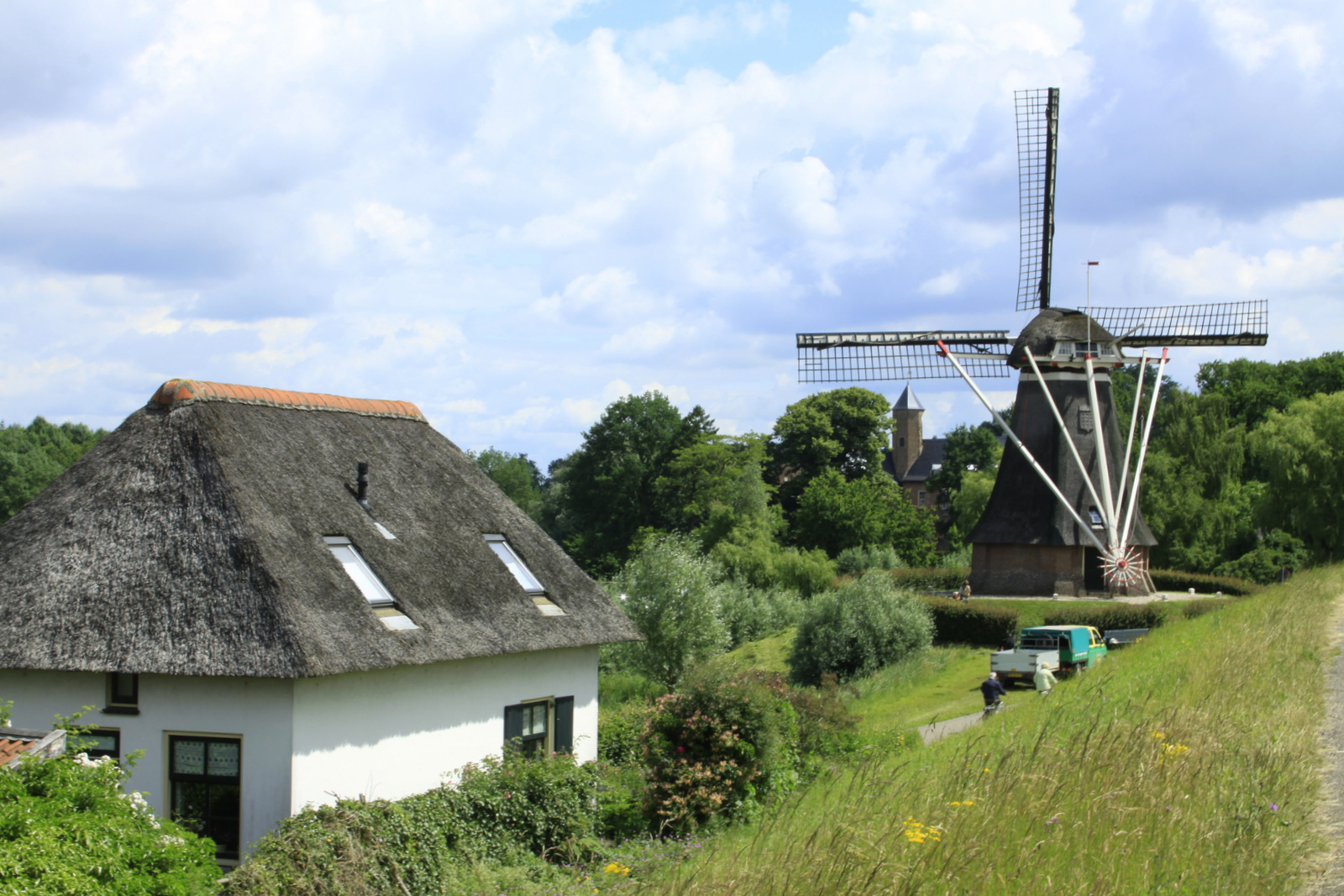
Paesaggio di campagna a Waardenburg

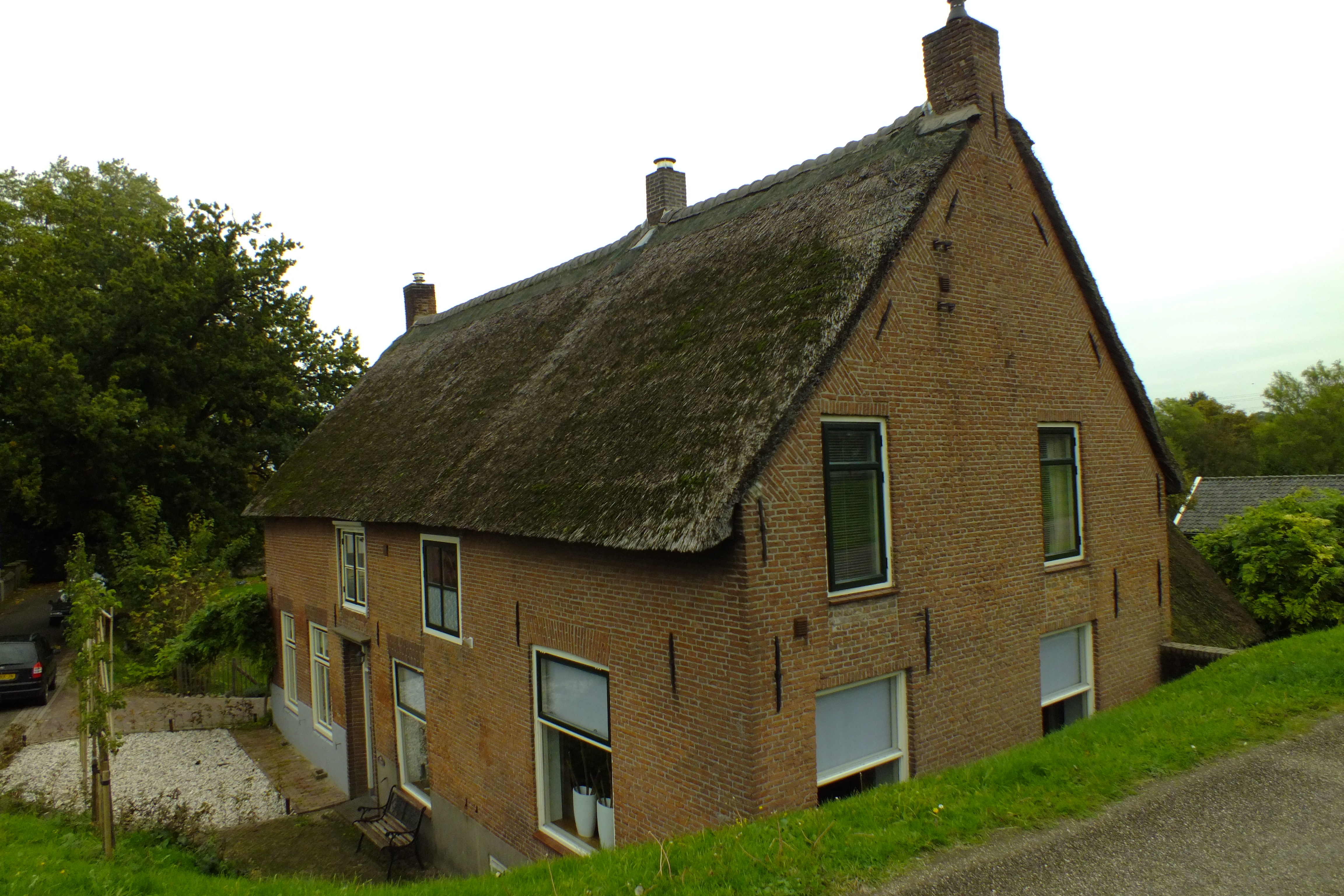
Waardenburg: una fattoria nella Kerkstraat

Waardenburg è una località di circa 2.300 abitanti del sud-est dei Paesi Bassi, facente parte della provincia del Gheldria e situata nella regione della Betuwe e lungo il corso del fiume Waal. Dal punto di vista amministrativo, si tratta di un ex-comune, dal 1978 accorpato alla municipalità di Neerijnen, comune a sua volta inglobato nel 2019 nella nuova municipalità di West Betuwe.

## Geografia fisica
Waardenburg si trova nella parte sud-occidentale della provincia del Gheldria, al confine con il Brabante Settentrionale e con la regione della Bommelerwaard e tra le località di Neerijnen e di Tuil e Haaften (rispettivamente ad ovest della prima e ad est delle seconde), a non molti chilometri a nord di Zaltbommel (Gheldria) e 's-Hertogenbosch (Brabante Settentrionale).

## Storia
Il villaggio trae probabilmente le proprie origini da un curtis chiamato Hero o Heyrn, che fu donato nel 997 da Miles Frethebaldus alla chiesa di Utrecht.
In seguito, il curtis di Heyrn passò sotto il dominio dei conti di Gheldria e Rudof de Cock fece costruire in loco un castello chiamato Weerdenberch.
Nel 1521, Gerit van Arckel divenne signore di Waardenburg. 17 anni dopo, il 29 luglio 1538, Waardenburg perdette lo status di alta signoria, anche se furono fatti dei tentativi tra il 1543 e il 1564 per poterlo riottenere.

### Simboli
Lo stemma di Waardenburg si blasona:
Era lo stemma di Rudolf I de Cock, signore di Weerdenburg nel XIII secolo.

## Monumenti e luoghi d'interesse
Waardenburg conta 13 edifici classificati come rijksmonumenten e 7 edifici classificati come gemeentelijke monumenten.

### Architetture religiose

#### Chiesa protestante
Principale edificio religioso di Waardenburg è la chiesa protestante (Hervormde Kerk), situata al n. 23 di Dorpstraat e risalente al 1862.
|  |

### Architetture militari

#### Castello di Waardenburg
Altro edificio storico di Waardenburg è il castello, fatto erigere nella seconda metà del XIII secolo dal cavaliere Rudolph de Cock ed ampliato nei secoli successivi. Al castello è legata la leggenda di Faust e il diavolo.
|  |

### Architetture civili

#### Mulini a vento
A Waardenburg si trovano due mulini a vento, uno per la produzione del grano, risalente al XVIII secolo, e uno per lo sfruttamento del polder risalente al 1867.